# Villa de Otura
Villa de Otura là một đô thị trong tỉnh Granada, Tây Ban Nha. Dân số năm 2024 là 7.606 người.